# 戈孜
戈孜（1449年—？），字勉學，直隸河間府景州人，軍籍，明朝政治人物。

## 生平
成化十年（1474年）甲午科順天鄉試第一百二十六名舉人，十四年（1478年）中式戊戌科會試第二百六十二名，二甲第二十五名進士。任廣東廉州府知府。

## 家族
曾祖戈惟善；祖父戈本；父戈啟宗。母馬氏。具庆下。娶曹氏。